# 1990年飓风伯莎
飓风伯莎（英語：Hurricane Bertha）是1990年7月底至8月初对美国、百慕大和加拿大大西洋省份构成轻度破坏的一场一级飓风，也是1990年大西洋飓风季的第3个热带气旋，第2场获得命名的风暴和首场飓风。系统源于7月24日北卡罗莱纳州近海的锋面低气压区，一度发展成亚热带气旋，再于先后转朝东南和西南方向前进期间缓慢获得热带天气系统特征，到7月27日清晨已成为热带低气压。转变成热带气旋后，系统继续增强，于7月28日升级成热带风暴伯莎。风暴接下来蜿蜒向东北方向前进并快速增强，于7月29日清晨达到飓风标准，但当天又回落至热带风暴强度。次日，伯莎再度升级成飓风，于7月31日达到风力时速130公里的最高强度。
8月2日清晨，伯莎从新斯科舍的悉尼附近登陆，在此期间逐渐减弱并转变成温带气旋。美国东岸受到大浪冲击，北卡罗莱纳州海岸沿线出现7.6至15.2米的狂浪。佛罗里达州有两人因海况恶劣溺毙，救生员还从海上救回至少200人。“科拉松”号货船在鳕鱼角附近沉没，导致6人淹死，另外还有一艘船有1人落水后溺亡。百慕大受到的影响很小，基本局限为热带风暴强度阵风。加拿大爱德华王子岛的农作物因狂风遭受中等程度损失，新斯科舍还有一座悬索桥倒塌，降水在该国引发轻度洪灾。总体而计，飓风伯莎一共造成9人丧生，经济损失约391万美元（1990年美元）。

## 气象历史
7月中旬，一股冷锋向东移动，经过美国后于7月23日抵达美国东岸。次日，北卡罗莱纳州哈特拉斯角（Cape Hatteras）东南近海的锋面系统前方发展出低气压区，并很快发展成亚热带低气压。受附近的上层低气压影响，亚热带低气压快速向东南方向移动，然后又转向西南。系统逐渐组织，于7月25日同东风波合并，气象机构开始采用卫星分类。低气压继续向西南方向前进，移动速度逐渐提升，环流中心附近还发展出对流，于7月27日在戴通纳海滩以东约539公里海域组织成1990年大西洋飓风季的第三号热带低气压。
转变成热带气旋后，低气压以细长的逆时针环路向东北方向移动。外界环境有利于进一步强化，气象机构根据船只观测结果预计低气压于7月28日清晨达到热带风暴强度并将其命名为“伯莎”（Bertha）。气旋快速强化，于7月29日在佛罗里达州卡纳维拉尔角和百慕大中途海域达到飓风标准。不过，由于垂直风切变增多，这一快速增强趋势只持续了很短的时间，伯莎的强度于当天回落到热带风暴标准，环流中心也从深层对流中暴露出来。受向西延伸到美国上空的百慕大高压影响，风暴继续缓慢向东北方向前进。
由于深层对流一度距环流中心超过322公里，美国国家飓风中心在当时的实际操作中估计伯莎正在转变成亚热带气旋。但这些对流实际上逐渐向中心靠拢，到7月30日时，对流已将中心包裹起来，风暴在最初形成的位置以东约668公里洋面重新升级成飓风。7月31日清晨，伯莎达到持续风速每小时130公里的最高强度，但只保持了很短时间就开始减弱，并因高压脊受到缓慢侵蚀而加速向东北方向移动。气旋在逼近加拿大大西洋省份期间保持飓风强度，还一度达到风力时速130公里强度，但很快就开始减弱，于8月1日以风速每小时113公里强度的热带风暴强度从新斯科舍悉尼（Sydney）附近登陆。伯莎在逼近加拿大大西洋省份期间已开始转变成温带气旋，登陆后不久就失去所有热带天气系统特征。风暴残留继续减弱并转向北上进入圣罗伦斯湾，于此后不久失去踪影。

## 防灾措施和影响

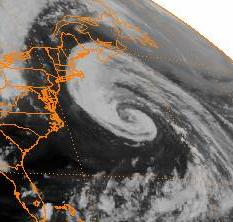
飓风伯莎的卫星图像

伯莎的形成位置距美国东岸很近，促使许多居民购买应急物资并关注风暴动向。加拿大海洋省份天气中心和美国国家飓风中心于7月31日至8月1日开始向新斯科舍和加拿大大西洋省份大部分地区发布警告。随着伯莎消散于次日消散，加拿大大西洋省份的所有的警告和公告均予中止。
伯莎的广阔环流在美国东南海岸沿线产生大浪，北卡罗莱纳州海岸出现7.6至15.2米的狂浪，该州包括外滩群岛在内的沿海地区出现轻度海滩侵蚀。气旋产生的离岸流导致佛罗里达州两人溺毙，救生员另救下200名泳客。伯莎带来暖空气的同时，还阻断了佛罗里达州南部的海风，西棕榈滩、迈阿密、好莱坞和迈阿密海滩的气温由此创下新纪录，劳德代尔堡的气温也追平历史最高纪录。极端的高温令许多玻璃滑门破损，还有很多空调因不堪重负而损坏。
许多船只在海上遭遇气旋，其中多艘测得时速56至93公里的持续风速，还有一艘加拿大船只测得985毫巴（百帕，29.1英寸汞柱）的气压值。希腊货轮“科拉松号”（Corazon）在风暴中沉没，是伯莎导致的唯一一起沉船事故。该船沉没时位于鳕鱼角近海，遭遇的狂风时速达126公里，还受到9.1米的狂浪冲击。恶劣的海况导致船的龙骨折断，船员为此发出求救讯号并决定弃船逃生。一名船员在试图登上救生艇时落水溺亡，他的遗体之后由苏联商船寻获。另一艘商船“雅培尔号”（Vyapel）发现科拉松号的其中一叶救生筏，上有全部27名水手中的12人，雅培尔号的船员试图营救，但由于风大浪高，救生筏朝雅培尔号的螺旋桨和舵杆区域飘移。这一变故导致7名水手被螺旋桨打下水，其中5人淹死，尸体直到次日才找到。剩下的21名水手之后由其它货船和商船所救。美国海岸警卫队之后的调查结果表明，科拉松号的救生船条件太差，难以保障紧急情况下的正常使用。
美国国家飓风中心一度认为伯莎有可能影响百慕大，但风暴实际上绕过该岛，当地所受影响仅限于恶劣海况和时速达到72公里的阵风。
风暴在加拿大大西洋省份产生暴雨和强烈热带风暴强度大风。位于新斯科舍布拉德克（Braddeck）和亨特山（Hunter's Mountain）的两间气象站测得178毫米降水。爱德华王子岛的阵风时速有115公里，降雨量达到102毫米。位于纽芬兰岛最西南角巴士克港（Port-aux-Basques）的一间气象站测得每小时102公里的阵风和50毫米雨量。气旋产生的狂风对爱德华王子岛的烟草和玉米作物构成中等程度破坏，新斯科舍有一座悬索桥倒塌。伯莎的强降雨还在某高尔夫球场引发轻度洪灾。佩姬湾（Peggys Cove）有6人被海浪冲下海并因此受伤。整场风暴造成的损失数额估计为442.7万加拿大元（1990年加拿大元，相当于同年的391.2万美元）。